# مات زوكري
ماثيو تشارلز «مات» زوكري (بالإنجليزية: Matthew Charles "Matt" Czuchry)‏ ولد في 20 مايو 1977 هو ممثل أمريكي. قام بلعب دور لوغان هانتزبيرغير في بنات غيلمور ومنذ 2009 يشارك زوكري في بطولة مسلسل سي بي إس ذا غود وايف بدور كاري آغوس.

## حياته
ولد زوكري في مانشستر في نيوهامبشير، ونشأ في جونسون سيتي بولاية تينيسي. والده، أندرو زوكري كان أستاذ في جامعة شرق ولاية تينسي، وكانت والدته ساندرا ربة منزل. وهو من أصل أوكراني من جانب والده. لدى زوكري أخت وشقيقان.

## روابط خارجية
- مات زوكري على موقع IMDb (الإنجليزية)
- مات زوكري على موقع روتن توميتوز (الإنجليزية)
- مات زوكري على موقع ألو سيني (الفرنسية)
- مات زوكري على موقع أول موفي (الإنجليزية)
- مات زوكري على موقع قاعدة بيانات الأفلام السويدية (السويدية)
- مات زوكري على موقع إن إن دي بي (الإنجليزية)
- مات زوكري على موقع قاعدة بيانات الفيلم (الإنجليزية)
- مات زوكري على موقع كينوبويسك (الروسية)